# Testo (azienda)
Testo SE & Co. KGaA è uno dei maggiori produttori mondiali di strumenti di misura portatili per parametri fisici e chimici.
Il suo catalogo prodotti copre i principali settori merceologici, tra cui alimentare, chimico-farmaceutico, elettronico, meccanico, del riscaldamento e condizionamento.
Testo ha in tutto il mondo 25 filiali e 70 agenzie. I principali siti di produzione si trovano in Germania, Francia e Hong Kong. Ad oggi lavorano in Testo oltre 1100 persone.
Testo AG è partner di:
- DKD (servizio di taratura tedesco)
- BLL (Associazione per la normativa e l'informazione alimentare)
- DTI (Istituto tedesco per il settore della refrigerazione)
- PTB (Ente federale di fisica-tecnica).

La ditta possiede una filiale italiana, Testo S.p.A., che ha sede in Settimo Milanese (MI). Oltre alla vendita degli strumenti, la filiale è dotata di un proprio laboratorio per l'assistenza tecnica e l'emissione di certificati di taratura.

## Storia
- 1957 Fondazione della società Testoterm. Il primo prodotto è un termometro estremamente preciso per applicazioni di laboratorio.
- 1970 Testoterm cresce del 40%, diventa necessario un primo ampliamento
- 1974 Introduzione sul mercato mondiale di uno dei primi termometri digitali
- 1979 Produzione del primo analizzatore di gas combusti testo 314 e Fondazione della filiale Testo Francia
- 1982 Nuove società in Austria, Inghilterra e USA
- 1985 Nuove filiali in Olanda e Belgio
- 1987 Innovazione mondiale testo 452: unità di misura con stampante integrata
- 1989 Dopo 10 anni di ricerca e sviluppo, il sensore per la misura dell'umidità è pronto
- 1991/3 Fondazione di nuove filiali in Italia, Spagna e Australia. 450 collaboratori in tutto il mondo
- 1995 Fondazione di nuove filiali a Hong Kong e in Svizzera
- 1996 Inizio del successo della serie di data logger testo 171 & 175
- 1997 Nuove filiali in Polonia, Ungheria, Rep. Ceca, Brasile, Corea e Turchia. Fondazione di Testo Asia e Testo CAL
- 2001 Nuova filiale in Portogallo. Investimenti per sviluppo e produzione in Cina. 850 collaboratori in tutto il mondo
- 2005 1100 collaboratori in tutto il mondo
- 2007 Testo celebra il cinquantenario della sua fondazione: lancia sul mercato ben 50 nuovi prodotti ed entra nel settore della termografia con la termocamera TESTO 880
- 2009 Testo è una delle 100 aziende di medie dimensioni più innovative in Germania. Conta 1800 dipendenti in tutto il mondo.
- 2010 Testo acquisisce la società svizzera Matter Engineering AG, leader tecnologico nel campo della tecnologia di misurazione delle nanoparticelle.
- 2012 Testo lancia sul mercato il primo strumento per la misurazione di particelle fini. Viene fondata Testo Romania.
- 2013 Testo è riconosciuta tra le PRIME 100 PMI dal “Munich Strategy Group” e dal quotidiano “Die Welt” e come una delle migliori 100 PMI tedesche dalla rivista economica "Wirtschaftswoche".
- 2014 Testo è uno dei primi produttori di tecnologie di misurazione ad entrare nell'Internet of Things e lancia sul mercato il sistema di monitoraggio testo Saveris 2 basato su cloud.
- 2016 Testo crea nuove filiali in Malesia e Sudafrica. La termocamera testo 870 vince il German Design Award 2016.
- 2017 Testo celebra il suo 60º anniversario. Viene lanciato sul mercato il primo sistema per la gestione della qualità digitale: Testo Saveris Restaurant.

## Principali categorie di prodotti
- Data logger
- Manometri differenziali
- Termoigrometri
- Termometri per alimenti
- Termometri a infrarossi
- Termocamere
- Analizzatori di combustione